# حزام بن راشد
حزام بن راشد هو كاتب سعودي.

## حياته ونشأته
- بدأ كتابة الرواية في ٢٠١٢ واختار تدوين حكاياته بناءاً على قضايا العالم العربي وتحديداً المجتمع السعودي. يعمل كمهندس تخطيط، وقد خط على الورق كلماتٌ يُناقش فيها القضايا الاجتماعية بأسلوب بسيط، ومشوق.
شَكَلَ هذا المزيج عنصراً يجذب القُراء وحتى الذين لا يقرؤون، فكانت بداية فئة كبيرة من القُراء هي قراءة أحد إصدارات حزام بن راشد. بدأ رحلته في كتاب الحرة والمجرة ووصل عند محطة الطفلة إيمان بجزئها الثاني. ولكنه ما زال يكتب فالحِكاية ما زالت في بداياتها.
- استطاع أن يكتب بأسلوبه الخاص الذي تميز به عن بقية الكتاب الشباب. فهو يكتب الرواية السهلة التي تستفز جميع الطبقات فتخصص في كتابة الروايات التي تناقش القضايا الاجتماعية الجريئة في المجتمعات العربية والخليجية.
- بدأ اسمه بالانتشار بعد كتابته لروايته الجريئة «الشيخة روان» والتي اكتسبت الشهرة بين القراء لما تحمله من قضية حساسة، ومن بعدها كانت الانطلاقة الحقيقية له في سماء الأدب
- حققت إصداراته الأدبية مبيعات وانتشاراً ملحوظاً في معظم معارض الكتاب الدولية

## مؤلفاته
| الاسم          | دار النشر               | تاريخ النشر | عدد الصفحات | ردمك ISBN            | المصدر               |
| -------------- | ----------------------- | ----------- | ----------- | -------------------- | -------------------- |
| سارقة الأزواج  | نوفا بلس للنشر والتوزيع | 2018        | 159         | (ردمك 9789996694691) | [ 1 ] [ 2 ] [ 3 ]    |
| الشيخة روان    | نوفا بلس للنشر والتوزيع | 2018        | 178         | (ردمك 9789996694516) | [ 4 ] [ 5 ] [ 6 ]    |
| أنثى المعراج   | نوفا بلس للنشر والتوزيع | 2018        | 146         | (ردمك 9789996647901) | [ 7 ] [ 8 ] [ 9 ]    |
| الحندس         | نوفا بلس للنشر والتوزيع | 2015        | 106         |                      | [ 10 ] [ 11 ] [ 12 ] |
| الحرة والمجرة  | نوفا بلس للنشر والتوزيع | 2013        | 187         |                      | [ 13 ] [ 14 ] [ 15 ] |
| الطفلة إيمان   | نوفا بلس للنشر والتوزيع | 2017        | 129         |                      | [ 16 ] [ 17 ]        |
| الطفلة إيمان 2 | نوفا بلس للنشر والتوزيع | 2020        | 233         | (ردمك 9789921737288) | [ 18 ] [ 19 ]        |
| الهاربة سارة   | نوفا بلس للنشر والتوزيع |             | 265         |                      | [ 20 ]               |
| اختفاء سحر     | نوفا بلس للنشر والتوزيع | 2022        | 244         |                      | [ 21 ]               |